# Dava (rijeka)
Dava je rijeka na jugoistoku Etiopije koja u svojem donjem dijelu tvori granicu s Kenijom i Somalijom.
Rijeka izvire na planinama kod etiopskog grada Aleta Vendo, u početku teče u pravcu jugoistoka do svog spoja s rijekom Ganale Doria, a nakon toga rijeka utječe u Somaliju (od tamo se zove Džuba) i utječe u Indijski ocean.
Dolina rijeke Dava relativno je široka s blagim padinama u stijenama kroz koje se probija. U donjem dijelu protječe kroz geološki relativno mladu zatvorenu dolinu koja je nastala erozijom.
Istraživači su 1958. pronašli zlato u Davi između njezinih pritoka Avate i Kojove, pronađen je i titanij te minerali rutil i ilmenit.